# Opowieści z meekhańskiego pogranicza. Wschód–Zachód
Opowieści z meekhańskiego pogranicza. Wschód–Zachód – drugi tom epickiej serii fantasy Opowieści z meekhańskiego pogranicza polskiego pisarza Roberta M. Wegnera.
Zbiór opowiadań ukazał się drukiem we wrześniu 2010, wydany nakładem wydawnictwa Powergraph.
Głównymi bohaterami są: w pierwszej części Strzała i wiatr członkinie czaardanu Laskolnyka – Kailean-ann-Alewan i Daghena; w drugiej części Sztylet i morze złodziej Altsin Awendeh.

## Spis treści książki
- WSCHÓD. Strzała i wiatr
  - I będziesz murem
  - Najlepsze, jakie można kupić
  - Koło o ośmiu szprychach
  - Oto nasza zasługa
- ZACHÓD. Sztylet i morze
  - Światło na klindze miecza
  - Sakiewka pełna węży
  - Objęcia miasta
  - Rzeka wspomnień

## Fabuła

### I będziesz murem
Na wschodnim krańcu imperium znajduje się miasto, Lithrew. Nie jest malutką wioską: zamieszkuje ją około dwóch tysięcy osób. Znajdujący się na jego uboczu zajazd, Vendor, jest jednak o wiele większy, niż wymaga tego obecność takiej ilości mieszkańców. Dwie stajnie mogące pomieścić na raz ponad dwieście koni są tego doskonałym przykładem.
Po północy na dziedzińcu zajazdu pojawiło się kilkanaście koni. To niewielki czaardan, prowadzony przez owianego legendą Laskolnika. Grupa jest mocno poharatana: właśnie walczyła z grupą zbójów i przynajmniej jeden z jej członków jest ciężko ranny. Kailean, członkini grupy, ma rannego konia, którym musi samodzielnie się zająć. Zwierzę nie dopuszcza do siebie nikogo, poza nią. Następnego ranka kobieta budzi się jako ostatnia. Spostrzega, że z wyprawy wrócił jej pies, Berdeth. Zwierzęciu, mimo trudnej przeprawy, nic się nie stało.
Wieczorem w Vendorze panuje wrzawa, ponieważ przed miastem stoi duża grupa Se-kholandczyków. Czardaan obawia się ataku z ich strony na miasto. W trakcie wspólnego spotkania ujawnia się Aredon-hea-Cyren, Łowczy ze świątyni Pani Stepów. Chce prywatnie porozmawiać z Laskolnikiem, burmistrzem miasta i dowódcą drugiego, stacjonującego w mieście czardaanu. Kailean udaje się jednak znaleźć sposób, aby podsłuchać rozmowę. Ta ma związek ze znajdującym się niedaleko Uroczyskiem oraz Pomiotnikami, osobami zniszczonymi i zmienionymi przez czarną magię. Czardann ma dołączyć do planu, który przygotowała świątynia.
Grupa wyrusza, aby rozbić obóz przed Uroczystkiem. Kailean spędza czas z Łowczym, rozmawiając z nim na temat swojej przeszłości. Następnie zasypia, a gdy się budzi, okazuje się, że Lithrew jest atakowany. Czaardan nie zwleka i rusza miastu na odsiecz. Kailean wraz z Dagheną, posiadającą moc wiedźmy, pokonuje jednego Pomiotnika, a następnie próbuje skontaktować się z dowódcą. Wtedy trafia na Aredona-hea-Cyrena, który okazuje się nie być tym, za kogo się podawał. Mężczyzna sam jest pomiotnikiem, który więzi duszę ukochanej, przywłaszczając sobie jej ręce. W trakcie starcia, Kailean zostaje uświadomiona przez byłego łowczego, że włada mocą dusz. Kobiecie udaje się pokonać Cyrena. W międzyczasie Kailean uświadamia sobie, że Laskolnik nie bez powodu wybrał ją do Czardaanu: wielu z jego członków to osoby z niezwykłymi umiejętnościami, takimi jak magia plemienna, którą posługuje się Daghena oraz jej dar napełniania się mocą dusz.

### Najlepsze, jakie można kupić
Dowódca Siódmego Pułku, Aberlen prowadzi ćwiczenia razem z czaardanem Laskolnika. Jego ludziom nie idzie najlepiej. Doskonale znający step członkowie czaardanu za każdym razem pokonują grupę Aberlena. Próbując się odgryźć, mężczyzna zakłada się z Kha-darem o alkohol, o to, kto wygra wyścig. Wojska Imperium wystawiają trzy konie – dwa kare i jednego siwka. Czaardan wystawia jednego, wskazanego przez samego Aberlena: niewielkiego, myszatego konika dosiadanego przez Leę. Gdy trwają przygotowana do wyścigu, Kailean rozmawia z Vanhenem-kan-Lewavem, imperialnym magiem, również zakładając się z nim o wino. Mężczyzna jednak wyraźnie nie traktuje swojej rozmówczyni poważnie, przekonany, że ubrana w łachmany dziewczyna nie będzie w stanie kupić takiej ilości dobrej jakości trunku.
Wyścig się rozpoczyna i tak, jak przypuszczał mag, siwy koń prędko obejmuje prowadzenie, kare blokują konia, na którym jedzie Lea, a konik dziewczyny ledwo galopuje za trzema pozostałymi końmi. Gdy jednak konie przebiegają większą część dystansu, kobieta pozbywa się wiszących u siodła juk i jej wierzchowiec przejmuje prowadzenie, wygrywając wyścig. Kailean, wciąż rozmawiając z kan-Lewavem, pokazuje mu swój kosztowny łuk i wyjaśnia, że na stepach nie oszczędza się na dwóch rzeczach: broni i koniach. Chwilę później Aberlen kłóci się z Laskolnikiem i ten postanawia natychmiast wrócić z czaardanem do Lithrew.
W trakcie postoju, Laskolnik jednak zwołuje naradę z czaardanem, wyjaśniając im, że całe to zajście miało na celu organizację większego planu, w który właśnie ich wprowadza. Jak grupie zdradza  Kha-dar, w Lanwaren ukrywa się silny oddział Błyskawic. Czardnaan Laskolnika ma stanowić dla niego przynętę: dowodzący oddziałem Zawyr Heru Loma prawdopodobnie będzie chciał ująć legendarnego generała żywcem i nie pośle w ich stronę strzał. Wie zaś, że Kha-dar ukrywa się w okolicy dzięki działalności szpiega. Czardaan ma zagonić grupę w odpowiednie miejsce, w którym ta zostanie zdjęta przez ludzi Aberlena.
Tak też się dzieje. Liczący kilka setek ludzi oddział rzuca się za czardaanem w pogoń. Konie Błyskawic, wzmacniane czarami, wydają się nie męczyć, jednak stepowe konie sprawnie przed nimi uciekają. Pogoń trwa długo, ostatecznie jednak Siódmy otacza zmęczonych ludzi Lomy i udaje się im odnieść zwycięstwo. Gdy sytuacja się uspokaja, Aberlen rozmawia z Laskolnikiem, dziękując mu i mówiąc, że gdyby nie pomoc czardaaru, który przegonił Błyskawice przez cały Lanwaren, miały dziesięć razy większe straty. Laskolnik odpowiada mu jednak, że to nie ich zasługa, a zasługa koni. Najlepszych, jakie można kupić, ukraść lub zdobyć w walce.

## Nagrody
Opowiadanie Najlepsze, jakie można kupić zamieszczone w zbiorze Opowieści z meekhańskiego pogranicza. Wschód–Zachód zdobyła nagrodę Sfinksa za rok 2010.

## Tłumaczenia
Książka została przetłumaczona na języki czeski i rosyjski.

## Fragmenty
- Fragment ze strony wydawnictwa
- Fragment #1
- Fragment #2
- Fragment #3
- Fragment #4